# Анійський район
Ані́йський район — колишній район у складі Вірменії, після адміністративної реформи 1995 року увійшов до складу марзи Ширак. На сьогодні використовується лише в статистичних цілях.
Адміністративний центр району — місто Маралік.
Утворений 1937 року під назвою Агінський район. У 1953 році був ліквідований, проте у другій половині 1950-их років відновлений. У 1962 році перейменований на сучасну назву.
Район поділявся на 1 міську раду (місто Маралік) та 17 сільських рад: Агінська (Агін), Аніпемзинська (Аніпемза), Баграванська (Баграван), Барцрашенська (Барцрашен), Верін-Джрапінська (Джрапі), Гусанагюська (Гусанагюх), Дзоракапська (Дзоракап), Дзорашенська (Дзорашен), Ісаакянська (Ісаакян), Карабердська (Караберд), Кошаванцька (?), Ланджицька (Ланджик), Лусахпюрська (Лусахпюр), Саракапська (Саракап), Сарнахпюрська (Сарнахпюр), Тавшанкишлацька (?), Харковська (Харков).
| Населення Анійського району                 | Населення Анійського району | Населення Анійського району | Населення Анійського району | Населення Анійського району |
| ------------------------------------------- | --------------------------- | --------------------------- | --------------------------- | --------------------------- |
| Рік                                         |                             |                             | Населення                   |                             |
| 1989                                        | 1989                        |                             | 23900                       | 23900                       |
| 2002                                        | 2002                        |                             | 14658                       | 14658                       |
| 2003                                        | 2003                        |                             | 14631                       | 14631                       |
| 2004                                        | 2004                        |                             | 14794                       | 14794                       |
| 2005                                        | 2005                        |                             | 14854                       | 14854                       |
| 2006                                        | 2006                        |                             | 14969                       | 14969                       |
| 2007                                        | 2007                        |                             | 15075                       | 15075                       |
| 2008                                        | 2008                        |                             | 15144                       | 15144                       |
| 2009                                        | 2009                        |                             | 15275                       | 15275                       |
| 2010                                        | 2010                        |                             | 15314                       | 15314                       |
| 2011                                        | 2011                        |                             | 15448                       | 15448                       |
| 2012                                        | 2012                        |                             | 15548                       | 15548                       |
| Джерело: Статистичні дані за 2002–2012 роки |                             |                             |                             |                             |